# Siegfried Jordan
Siegfried Jordan (* 20. Februar 1929 in Meerane; † 22. März 2024) war ein deutscher Komponist, Liedtexter, Arrangeur, Musiker, Sänger, Orchesterleiter, Redakteur, Moderator und Musikproduzent.

## Leben
Siegfried Jordan stammte aus einer musikalischen Familie, schon sein Großvater Paul Jordan hatte zu Beginn des vergangenen Jahrhunderts eine Kapelle, die nur aus ihm und seinen acht Kindern bestand und mit der er öffentlich zum Tanz aufspielte. Sein Vater war Musiker, Kantor, Musiklehrer und Klavierbauer, seine Mutter betrieb ein Schallplattengeschäft.
Im Alter von fünf Jahren saß er zum ersten Mal bei einer öffentlichen Veranstaltung am Flügel, von 1935 an besuchte er die Volksschule, anschließend die Oberschule und nach Kriegsende 1945 machte er eine Ausbildung als Rundfunkmechaniker.
Im Jahre 1947 begann er ein Musikstudium am Robert-Schumann-Konservatorium in Zwickau, bereits während des Studiums gründete er ein bis zu 16 Mann starkes Jugendtanzorchester, anschließend begann im Jahre 1950 seine Tätigkeit als Berufsmusiker. Er arbeitete in verschiedenen Orchestern, u. a. beim VTO, Orchester Sachsenring, Orchester Werner Bochmann, Orchester Hans Stelzer, anfangs als Tenorsaxophonist, später als Sänger. In dieser Zeit begann er auch mit dem Schreiben seiner ersten Kompositionen, wovon sein Titel „Weil ich dich so lieb hab“ mit dem damals populären Gesangspaar Irma Baltuttis und Fred Frohberg gleich in der ersten Sendung der Schlagerrevue beim Rundfunk der DDR den ersten Platz belegen konnte. Es folgten im Laufe der Jahre rund 120 weitere Kompositionen, zu denen er teilweise auch die Texte und Arrangements schrieb.
Im Jahre 1954 holte ihn Karl Walter als Sänger in seine Big Band, mit dieser gastierte er in Berlin (Titania Palast) und Hamburg (Faun am Gänsemarkt). Mit diesem Orchester entstanden Aufnahmen beim Rias Berlin und NWDR Hamburg. Im Jahre 1955 holte ihn Kurt Henkels als Sänger zu Gastspielen mit dem Rundfunktanzorchester Leipzig.
1956 gründete er sein eigenes Orchester in einer Besetzung mit zehn Mann. Wegen sogenannter „illegal eingeführter Westmusik“ wurde sein Orchester Ende 1959 verboten und er begann 1960 seine Tätigkeit als Musikredakteur beim Rundfunk der DDR. Im Jahre 1963 übernahm er die Redaktion der Radio-DDR-Sendereihe Die Schlagerrevue mit Heinz Quermann als Moderator. Die Sendung ging oft in Betriebe, Schulen, Jugendklubs usw. und wurde öffentlich und live übertragen, bei runden Anlässen wie 20, 25, 30 oder 35 Jahre Schlagerrevue wurde sie als große Samstagabend-Show live im Fernsehen gesendet. Diese sehr populäre und erfolgreiche Radio-Hitparade, die auch im Guinness-Buch der Rekorde erwähnt wird, betreute er 25 Jahre lang. Nach der Jubiläumssendung „35 Jahre Schlagerrevue“ verließ er den Rundfunk und konzentrierte sich wieder auf seine Tätigkeit als Komponist.
Beim Internationalen Liederfestival 1966 hatte er mit seinem Titel „Sterne hoch am Himmel“ den Grand Prix erhalten, seine Komposition Sonne und Regen wurde von den Jacob Sisters produziert und gelangte durch diese bei ihrer Gastspielreise nach Amerika. Im Jahre 1996 startete er seine erste Sendung als Redakteur und Moderator beim Offenen Kanal Berlin. Im Jahre 2001 gestaltete er mehrere Sendungen beim WDR 4. Inzwischen hatte er ein eigenes kleines Studio eingerichtet und produziert neue Kompositionen, u. a. auch wieder für sich selbst als Sänger, als solcher tritt er seitdem wieder bei Veranstaltungen auf. Zu seinem 75. Geburtstag bereiteten ihm zahlreiche prominente Künstler eine große Gala in einer total ausverkauften und überfüllten öffentlichen Veranstaltung. Im Jahre 2005 startete er zusammen mit Julia Gordon Die OKB-Schlagerrevue und setzt damit das Anliegen von Heinz Quermann fort, junge Nachwuchskünstler zu fördern und die Neuproduktionen bekannter Interpreten zu popularisieren.

## Ehrungen
Im Jahr 2020 erfolgte in der Stadthalle Meerane die Auszeichnung mit der Bürgermedaille und ein letzter Auftritt mit Abschied von Bühne und Publikum.

„„Verbunden mit den besten Wünschen danken wir ihm für sein stetiges berufliches und persönliches Anliegen, seine Heimatstadt Meerane in Szene zu setzen und zu würdigen. Wir wünschen ihm weiterhin viel Gesundheit, Schaffenskraft und Erfolg!““

Im Oktober 2023 wurde ihm die Bürgermedaille von Berlin-Lichtenberg verliehen.

## Kompositionen (Auswahl)
- Kathrin Andrée:
  - Laß die Rosen am Strauch
  - Das Leben geht weiter
- Ekki Göpelt:
  - Und jetzt gehts los
  - Was wären wir ohne Lieder
- Christian Schafrik:
  - Schön war deine Liebe
- Fred Frohberg:
  - Sterne hoch am Himmel
  - Wie fang ichs denn bloß an
- Rolf Herricht:
  - Gaby
- Jacob Sisters:
  - Sonne und Regen
- Kolibris:
  - Spazieren gehn
  - Weißer Flieder blüht im Mai
- Volkmar Böhm:
  - Du bist so süß wie Susi